# Lonchotura ocylus
Lonchotura ocylus is een vlinder uit de familie van de Sematuridae. De wetenschappelijke naam van de soort is voor het eerst geldig gepubliceerd in 1870 door Boisduval.